# Abbaye Saint-Serein de Chantemerle
L'abbaye Saint-Serein de Chantemerle est une ancienne abbaye augustine de moines située dans la commune de Chantemerle, dans le département français de la Marne, en région Grand Est.
Elle est fondée probablement au début XIIe siècle et est réunie en 1690 à l’abbaye Saint-Loup de Troyes.

## Histoire
Après la mort de Saint Serein au milieu du VIIe siècle, une église a été bâtie à Chantemerle sous son invocation, entrainant une dévotion sans cesse croissante à son égard.
Plus tard, probablement au début du XIIe siècle, s'établit une collégiale de chanoines séculiers, simples prébendés, dont la présence serait attestée dès 1135. C'est en effet à cette date que les chanoines embrassent la règle de saint Augustin.
En 1180, alors gravement malade, le comte de Champagne Henri Ier, transforme cette communauté en abbaye et la dote généreusement.

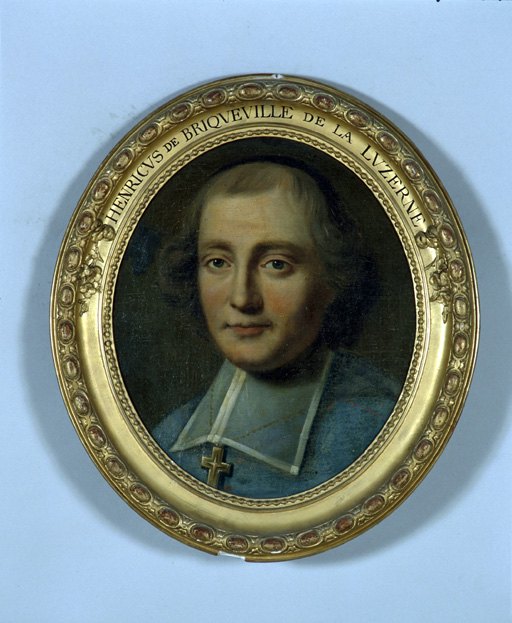
Henri de Briqueville de La Luzerne, abbé commendataire de Chantemerle qui réunit l'abbaye à Saint-Loup de Troyes.

Lors de la guerre de Cent Ans, l'abbaye souffre beaucoup des ravages causés par les Anglais.
Puis, durant les guerres de Religion, l'abbaye est saccagée par les calvinistes en 1562 et en 1567.
En 1649, l'église abbatiale devient également église paroissiale.
En 1690, faute de ressources financières suffisantes, l'abbaye est réunie à celle de Saint-Loup de Troyes, qui incorpore alors deux religieux qui portent le nom de religieux de Chantemerle. Cette dernière abbaye est alors supprimée bien que le titre d'abbé continue d'être attribué.

## Liste des abbés

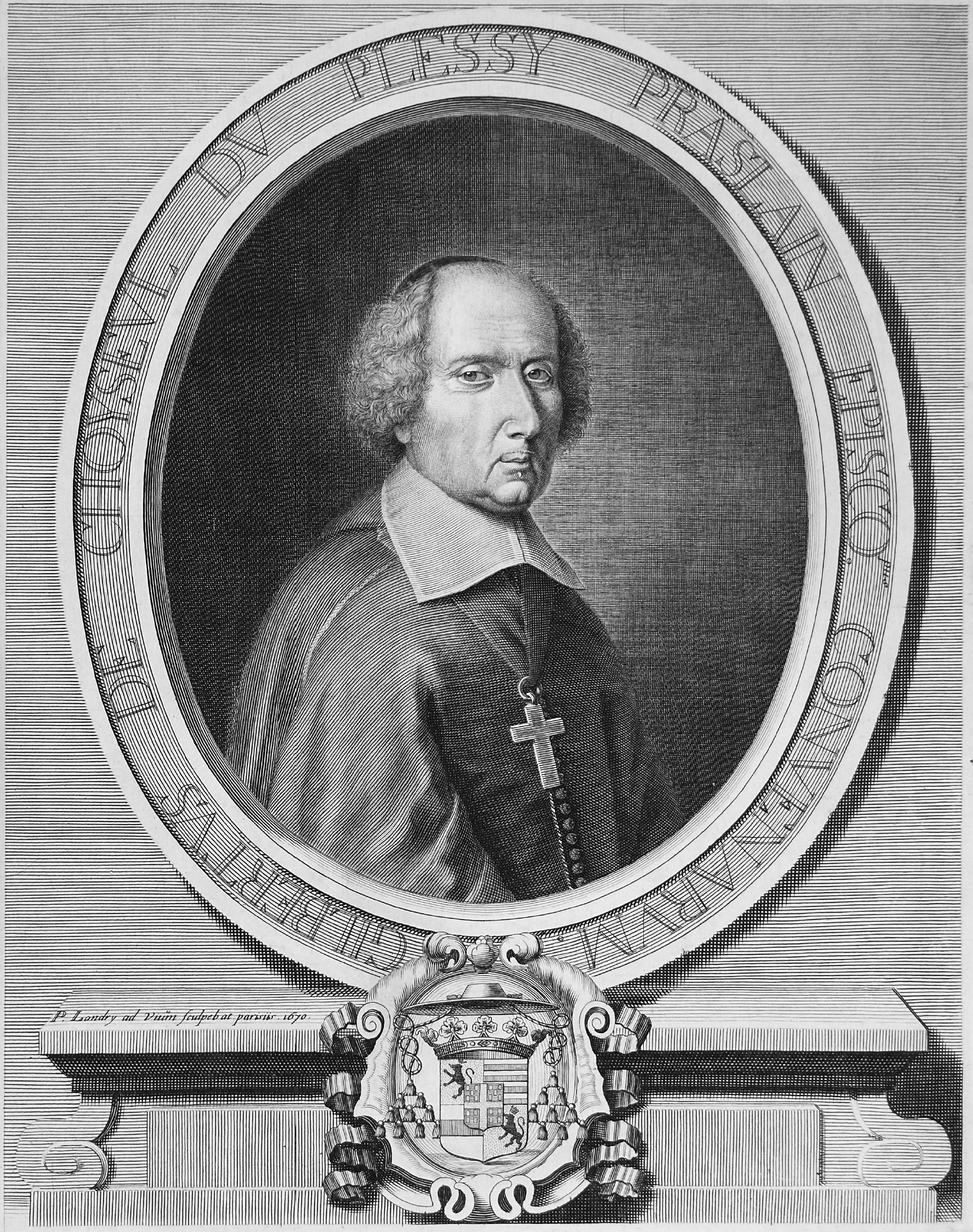
Gilbert de Choiseul du Plessis-Praslin, abbé commendataire de Chantemerle au milieu du XVIIe siècle.

Cette liste des abbés de l'abbaye Saint-Serein de Chantemerle couvre la période qui va de sa fondation dans le milieu du XIIe siècle jusqu'à sa dissolution en 1791 à l'issue de la Révolution française. Elle est partiellement incomplète et peut comporter plusieurs inexactitudes, y compris dans l'orthographe des noms, assez libre à l'époque. Elle a été dressée à partir de chartes, parfois non datées, dont certaines ont été sujettes à des interprétations.
- vers 1155 : Gérard
- Ponce
- vers 1171 : Grégoire
- vers 1185 : Guibert
- vers 1210 : Thibaut de Brecenay
- vers 1218 : Henri Ier
- vers 1223 : Jean Ier
- vers 1239 : Jean II
- vers 1242 : Guidon
- vers 1250 : Henri II
- vers 1267 : Nicolas Ier
- Pierre Ier de Belle de Sammartin
- Robert de Pouzzol, ville de Campanie dans le royaume de Naples
- Nicolas II de Bannes
- en 1347 : Jean III de Pouzzol
- en 1362 : Thibaut de Pouzzol
- en 1385 : Pierre II Belle, précédemment chanoine de Saint-Loup de Troyes
- en 1411 : Égide Ier Bruchié
- en 1415 : Jean IV d'Avesne
- en 1417 : Michel Ier Joly des Granges
- Égide II, qui voit l'abbaye l'abbaye ravagée par les Anglais
- en 1427 : Jean V d'Avesne
- vers 1461 : Julien le Mayrat
- en 1491 : Jean VI Chévrier
- en 1516 : Claude Chévrier
- Sébastien Sonnelon, qui voit l'abbaye saccagée par les calvinistes en 1562 et 1567
- en 1569 : Michel II de Strozzi, aumônier du roi, qui restaure l'abbaye
- en 1598 : Jean VII Gobinet
- en 1625 : Ferrique de Choiseul du Plessis-Praslin, conseiller et aumônier du roi
- en 1631 : Gilbert de Choiseul du Plessis-Praslin, frère du précédent, évêque de Comminges puis de Tournai
- Robert le Blanc du Rollet, doyen de Meaux puis de Sens
- Louis le Bourgeois d'Heauville, savant et poète, qui restaure le chapitre en faisant venir des chanoines réguliers de la congrégation de France
- en 1680 : Henri de Briqueville de La Luzerne, qui unit l'abbaye à celle de Saint-Loup de Troyes
- en 1706 : N. de Montenoy, nommé bien que l'abbaye soit unit à une autre par son prédécesseur
- en 1760 : Jérôme-Marie Champion de Cicé, évêque de Rodez puis archevêque de Bordeaux puis d'Aix-en-Provence, dernier abbé de Chantemerle

## Voir aussi

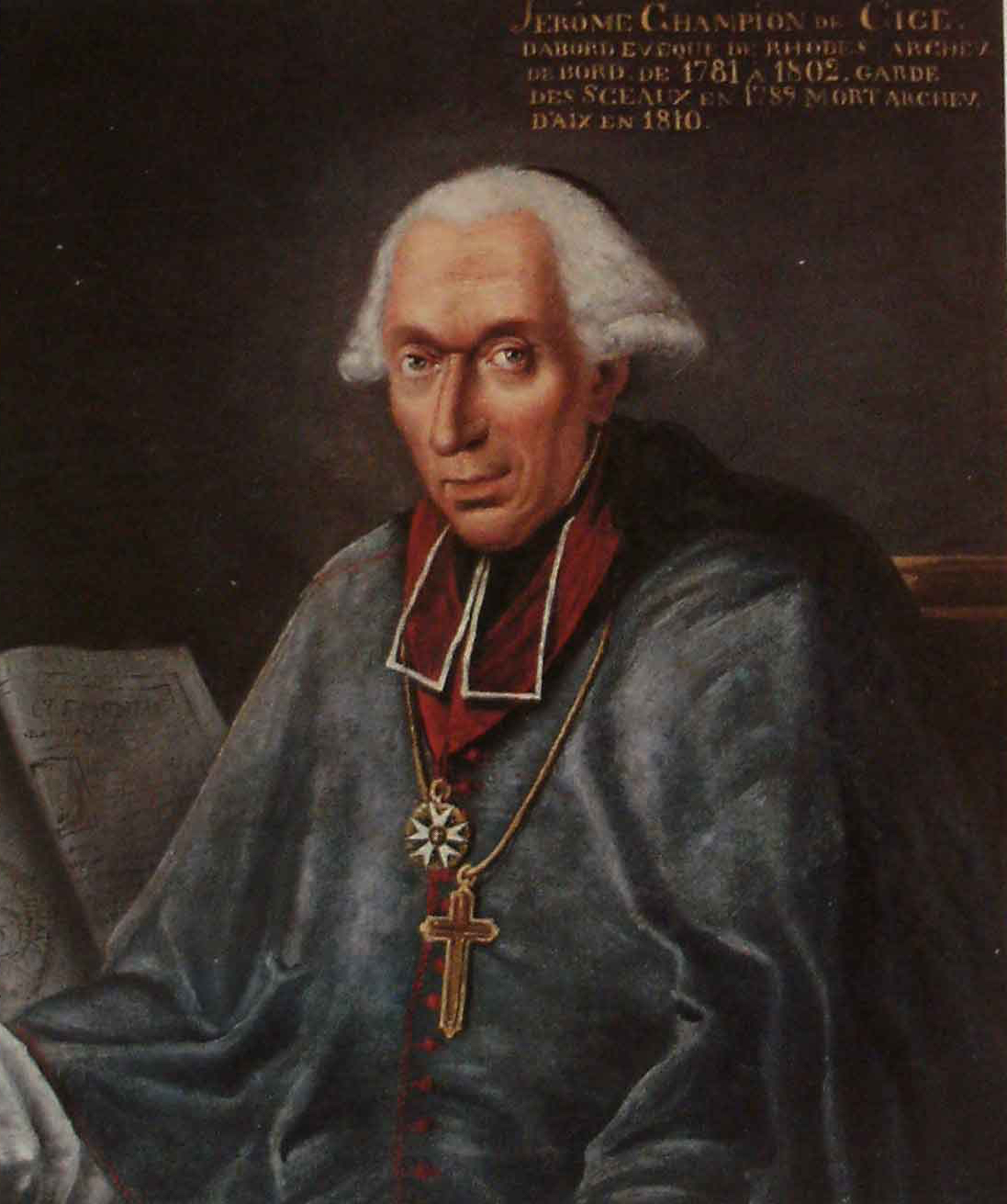
Jérôme Champion de Cicé, dernier abbé de Chantemerle.